# Kleiner Pottwal
Der Kleine Pottwal (Kogia sima), auch als Kleinstpottwal bezeichnet, ist eine Walart aus der Familie der Zwergpottwale (Kogiidae). Es handelt sich um eine relativ unbekannte Art, die selten im Meer beobachtet wird. Das meiste Wissen stammt von Untersuchungen an gestrandeten Tieren.

## Verbreitung

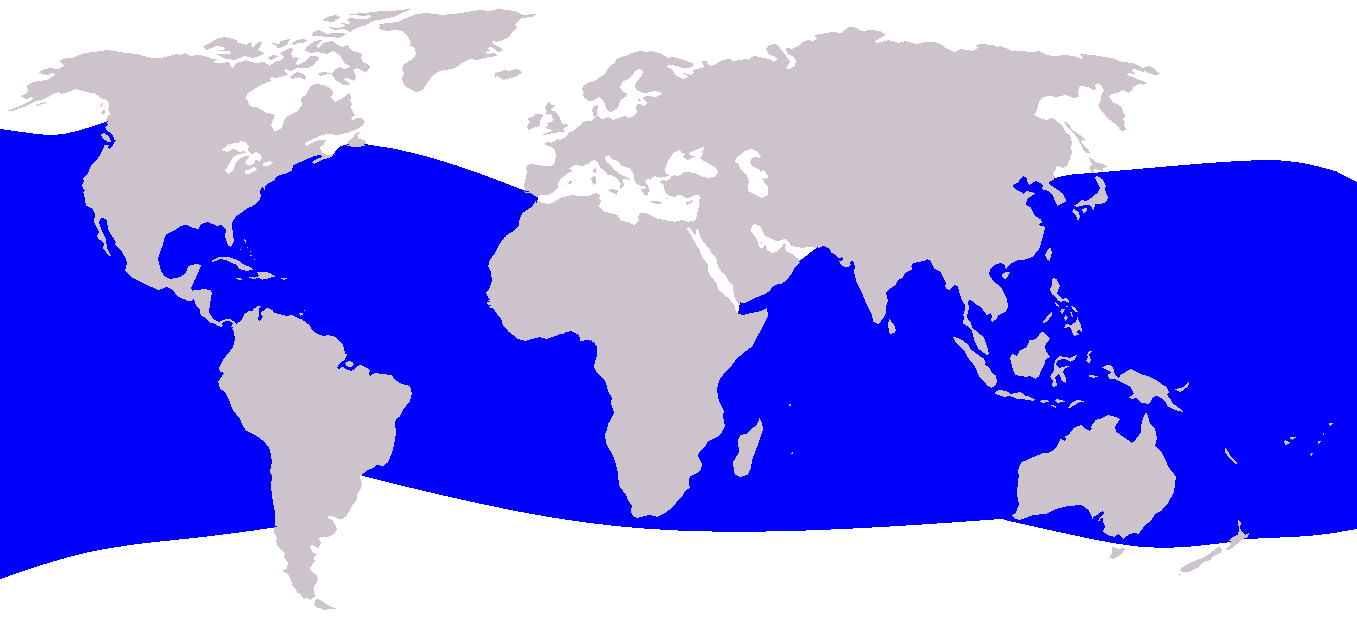
Verbreitungskarte

Der Kleine Pottwal ist in tropischen und gemäßigten Ozeanen weltweit verbreitet. Er lebt näher an der Küste als der Zwergpottwal, sein bevorzugter Lebensraum dürfte die Region direkt außerhalb des Kontinentalschelfes sein. Strandungen sind belegt vom Atlantik (im Westen vom US-Bundesstaat Virginia bis Brasilien, im Osten von Spanien bis zur Südspitze Afrikas), im Indischen Ozean von Südafrika bis Indonesien und an der australischen Küste, im Pazifischen Ozean von Japan und dem südlichen Kanada bis in den mittleren Südpazifik.
Im Juli 2010 wurde ein 2,6 Meter langes verendetes Tier in Jebel Ali im Emirat Dubai an den Strand gespült, was auf vereinzelte Vorkommen auch im Persischen Golf hinweist.

## Beschreibung

Größenvergleich zwischen Kleinem Pottwal und Mensch

Mit einer Länge von 2,1 bis 2,7 Metern und einem Gewicht von 136 bis 272 kg zählt der Kleine Pottwal zu den kleineren Walarten. Die Haut ist an der Oberseite graublau gefärbt, die Unterseite ist heller, fast weißlich. Der Kopf ähnelt mehr dem eines Schweinswales als dem riesigen Kopf eines Pottwales. Wie bei allen Pottwalen ist beim Kleinen Pottwal nur der Unterkiefer vollständig bezahnt (14 bis 26 Zähne), während die Zähne des Oberkiefers fehlen oder verkümmert sind (0 bis 6 Zähne). Vom Zwergpottwal ist er durch die größere Finne und die geringere Körpergröße zu unterscheiden. Die Flipper sind kurz und breit. Auch das links stehende Blasloch und das Spermaceti-Organ sind Gemeinsamkeiten mit den anderen Pottwalarten.

## Lebensweise
Kleine Pottwale sind durch eine ruhige, unauffällige Schwimmweise gekennzeichnet. Sie zeigen wenig Blas und wenig Körperfläche und springen auch nicht aus dem Wasser. Oft liegen sie bewegungslos an der Wasseroberfläche und können daher nur bei ruhiger See beobachtet werden. Sie leben in Schulen von höchstens zehn Tieren. Die Nahrung dieser Wale sind Tintenfische, Fische und Krebstiere, die sie in Tiefen von 500 bis 1300 Metern fangen.

## Bedrohung
Ein besonderes Merkmal bei Zwergpottwalen und Kleinen Pottwalen ist, dass sie, ähnlich wie Tintenfische, bei Fluchtsituationen ein rotbraunes Sekret absondern. Dieses kommt aus einem im Darmtrakt liegenden Hohlorgan, das bis zu zwölf Liter Volumen fasst.
Kleine Pottwale wurden von Walfängern aktiv gejagt. Noch heute werden sie gelegentlich erlegt, vor allem in Japan, Indonesien und in der Karibik. Da der Kleine Pottwal näher an der Küste lebt als der Zwergpottwal, ist er anfälliger für weitere Bedrohungen wie das Verfangen in Fischernetzen und die Meeresverschmutzung. Es gibt allerdings weder eine Schätzung der Gesamtpopulation, noch lassen sich Angaben über den Gefährdungsgrad machen. Eine Schätzung gibt es nur für den Ostpazifik, wo Forschern zufolge 11.000 Exemplare leben. Zum Schutz der Meeressäuger wie dem Kleinen Pottwal wurde ein komplettes Fangverbot in der Tanon-Straße, Philippinen, verfügt.

## Systematik
Zusammen mit dem Zwergpottwal bildet der Kleine Pottwal die Gattung der Zwergpottwale (Kogia), die zusammen mit dem eigentlichen Pottwal meistens in einer gemeinsamen Familie der Pottwale vereint werden, obwohl manche Zoologen sie in eine eigene Familie Kogiidae stellen.
Der Artzusatz im wissenschaftlichen Namen ist vom lateinischen Wort simus (flachnasig) abgeleitet.